# تاختامیگدا
تاختامیگدا (به لاتین: Takhtamygda) یک منطقهٔ مسکونی در روسیه است که در استان آمور واقع شده‌است.